# Herpes simple neonatal
El herpes simple neonatal es una enfermedad poco frecuente pero grave, por lo general causada por la transmisión vertical del virus del herpes simple de la madre al recién nacido. Alrededor de 1 de cada 3,500 bebés en los Estados Unidos contraen la infección.

## Signos y síntomas
El herpes neonatal se manifiesta en tres formas; herpes en la piel, los ojos y la boca (SEM por sus siglas en inglés) a veces se denomina "localizados", herpes diseminada (DIS), y el herpes del sistema nervioso central (SNC).
- El herpes SEM se caracteriza por lesiones externas, pero sin la afectación a órganos internos. Las lesiones suelen aparecer en sitios de trauma, tales como el sitio de unión de los electrodos de cuero cabelludo fetal, fórceps o extractores de vacío que se utilizan durante el parto, en el margen de los ojos, la nasofaringe, y en áreas asociadas a trauma o cirugía (incluyendo la circuncisión).[3]

- El herpes DIS afecta a los órganos internos, especialmente el hígado.

- El herpes de SNC es una infección del sistema nervioso y del cerebro que puede conducir a la encefalitis. Los bebés con herpes de SNC presentan convulsiones, temblores, letargo e irritabilidad, se alimentan mal, tienen temperaturas inestables y su fontanela (mollera del cráneo) puede abultarse.[4]

El herpes SEM se asocia con mayor morbilidad y el herpes DIS tiene una tasa de mortalidad más alta. Estas categorías no son mutuamente excluyentes y con frecuencia hay superposición de dos o más tipos. El herpes SEM tiene el mejor pronóstico de los tres, sin embargo, si no se trata puede progresar a herpes diseminada o a herpes SNC, con sus consiguientes aumentos en la mortalidad y morbilidad.
La muerte por enfermedad de HSV neonatal en los Estados Unidos actualmente está disminuyendo; la tasa de mortalidad actual es de alrededor de 25%, cuando hace unas décadas era del 85% en los casos no tratados. Otras complicaciones del herpes neonatal incluyen prematuridad con aproximadamente 50% de los casos teniendo una gestación de 38 semanas o menos, y una concurrente sepsis en aproximadamente un cuarto de los casos que más nubes de diagnóstico rápido.

## Causas

### Factores de riesgo
Entre los factores de riesgo para el HSV-1 neonatal están: Que sea de raza blanca no-hispana, temprana edad materna (<25), infección primaria en el tercer trimestre
, que sea el primer embarazo, HSV (1&2) seronegativo, que se trate de una pareja discordante (que en una pareja, una persona tenga una enfermedad de transmisión sexual), gestación menor a 38 semanas, sexo oral receptivo en el tercer semestre.
Entre los factores de riesgo para el HSV-2 neonatal están: que sea de raza negra, temprana edad materna (<21), que se trate de una pareja discordante (una de las dos personas tenga una enfermedad de transmisión sexual), primer o no primer episodio de infección en el trimestre, haber tenido cuatro o más parejas sexuales, menor nivel de educación, Historial con enfermedades de transmisión sexual, antecedentes de embarazos malogrados, primer embarazo viable, gestación menor a 38 semanas.

### Transmisión
La mayoría de los casos (el 85%) ocurren durante el parto cuando el bebé tiene contacto con las secreciones genitales infectadas en el canal de parto, lo cual es más común en madres que han sido expuestas al virus recientemente (las madres que tenían el virus antes del embarazo tienen un menor riesgo de transmisión), un estimado de 5% son infectados en el útero, y aproximadamente un 10% de los casos se adquieren después del parto. La detección y prevención es difícil debido a que la transmisión es asintomática en el 60% - 98% de los casos.

## Tratamiento
Las reducciones en la morbilidad y mortalidad se deben al uso de tratamientos antivirales tales como la vidarabina y el aciclovir. Sin embargo, la morbilidad y mortalidad siguen siendo elevadas debido a que el diagnóstico del herpes DIS y SNC se hace demasiado tarde como para que la administración antiviral sea efectiva; el diagnóstico precoz es difícil en el 20% - 40% de los recién nacidos infectados que no tienen lesiones visibles. Un reciente estudio retrospectivo a gran escala encontró pacientes con NHSV diseminado con menos probabilidades de obtener un tratamiento oportuno, lo que contribuye a la alta morbilidad/mortandad en ese grupo.
Los Principios de Medicina Interna de Harrison, recomiendan que las mujeres embarazadas con lesiones de herpes genital activo en el momento del parto deben aliviarse por cesárea. Las mujeres cuyo herpes no está activo pueden tratarse con aciclovir. Actualmente la práctica es entregar a las mujeres con primario o primer episodio no primaria infección vía cesárea, y aquellos con infección recurrente por vía vaginal, incluso en la presencia de lesiones, debido al bajo riesgo (1-3%) de transmisión vertical asociada con herpes recurrente.

## Epidemiología
Las tasas del HSV neonatal en los Estados Unidos se estiman entre 1 de cada 3,000 y 1 de cada 20,000 nacidos vivos. Aproximadamente 22% de las mujeres embarazadas en los Estados Unidos han tenido previa exposición al HSV-2 y un 2% adicional adquieren el virus durante el embarazo, duplicando la tasa de infección del HSV-2 en la población general. El riesgo de transmisión al nuevo-nacido es de 30-57% en casos donde la madre adquirió una infección primaria en el tercer trimestre de embarazo. El riesgo de transmisión de una madre con anticuerpos existentes para tanto HSV-1 y HSV-2 tiene una mucho menor tasa de transmisión (1-3%). Esto en parte se debe a la transferencia de título significativo de anticuerpos maternos de protección para el feto con aproximadamente siete meses de embarazo. Sin embargo, el derramamiento del HSV-1 tanto de la infección genital primaria y las reactivaciones se asocian a una mayor transmisión de la madre al hijo.
El herpes neonatal HSV-1 es extremadamente raro en países en desarrollo porque el desarrollo de anticuerpos específicos de HSV-1 usualmente ocurre en la niñez o adolescencia, impidiendo una infección genital de HSV-1 más tarde. Las infecciones de HSV-2 son mucho más comunes en estos países. En naciones industrializadas, la seroprevalencia de HSV-1 en adolescentes ha ido disminuyendo de manera constante durante las últimas 5 décadas. El aumento resultante en el número de mujeres jóvenes sexualmente activas, mientras que el HSV-1 seronegativo ha contribuido a incrementar las tasas de herpes genital HSV-1, y como resultado, el incremento de herpes neonatal HSV-1 en países desarrollados. Un estudio reciente de tres años en Canadá (2000-2003) reveló la incidencia de HSV neonatal de 5.9% por 100,000 nacidos vivos y una tasa de letalidad de 15.5%. El HSV-1 fue la causa de 62.5% de los casos de herpes neonatal de tipo conocido, y 98.3% de la transmisión fue asintomática. El HSV-1 genital asintomático ha mostrado ser más infeccioso para el recién nacido, y es más probable que produzca herpes neonatal, que el HSV-2; Sin embargo, con la pronta aplicación de la terapia antiviral, el pronóstico de infección HSV-1 neonatal es mejor que para el HSV-2.